# Federación de baloncesto de Azerbaiyán
La ABF (en azerí: Azərbaycan Basketbol Federasiyası (ABF) por sus siglas en inglés "Azerbaijan Basketball Federation") es el organismo que rige las competiciones de clubes y la Selección nacional de Azerbaiyán. Pertenece a la asociación continental FIBA Europa.

## Registros
- 20 Clubes Registrados.
- 60 Jugadoras Autorizadas
- 150 Jugadores Autorizados
- 6,000 Jugadores NoAutorizados

## Clubes de Primera División (Masculino)
- AUB Basketball Sports Club
- Azal Sports Club
- Azeri Basketball Club
- Aztu-Gandjlik
- B.S.SH.
- Gala Basketball Sports Club
- Khazar Universiti Sports Club
- Western University

## Clubes de Primera División (Femenino)
- Baku State University Sports Club
- Khazar University Sports Club
- Narimanov Sport
- Neftchi